# Oleksandr Prohnimak

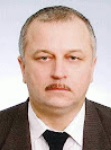
Oleksandr Prohnimak (2006)

Oleksandr Wolodymyrowytsch Prohnimak (ukrainisch Олександр Володимирович Прогнімак; * 2. Januar 1958 in Stalino, Ukrainische SSR) ist ein ukrainischer Politiker und Geschäftsmann.
Er ist Vorsitzender der Partei der Grünen der Ukraine und der Eurasischen Vereinigung grüner Parteien.

## Leben
Oleksandr Prohnimak wurde 1958 in Stalino, dem heutigen Donezk, in einer Bergarbeiterfamilie geboren.
Von 1972 bis 1995 war er Offizier der Sowjetischen Armee. Von 1980 bis 1981 war er in Afghanistan eingesetzt.
Seit 1990 war er auch als Geschäftsmann tätig.
Von 2002 bis 2008 war er Mitglied des Stadtrats von Kiew. 2006 wurde er Abteilungsleiter in der Staatlichen Abteilung für Umweltschutz der Stadt Kiew.
2009 wurde er Vorsitzender der neuen Partei der Grünen der Ukraine. 2010 wurde er erster Vorsitzender und Mitinitiator der Eurasischen Vereinigung ökologischer Parteien.
Oleksandr Prohnimak trat als Mäzen für verschiedene Projekte auf. Er unterstützte nach eigenen Angaben den Bau einer Kirche in Tschapajewka in Kiew. Er ist Sammler von Antiquitäten, wie alten Karten, Büchern und Ikonen und betreibt eine Galerie Art House in Kiew. Er unterstützte den Bau des Stadttheaters "Kiew".